# Wieserhöhe (Kürnberg)
Die Wieserhöhe ist ein um die 700 m ü. A. hoher Rücken in den Ybbstaler Alpen in Niederösterreich.

## Lage und Landschaft
Die Wieserhöhe gehört zum östlichsten voralpinen Höhenrücken des Mostviertels, einem Ausläufer der Ybbstaler Alpen. Sie liegt 8 Kilometer südwestlich von St. Peter in der Au und 9 Kilometer südöstlich der Stadt Steyr. Ostwärts führt der Rücken über den Kürnberg (711 m ü. A.), mit dem gleichnamigen Ort, zum Plattenberg (750 m ü. A., mit der Elisabethwarte). Nordwestwärts läuft der Kamm über Badhof zum Daxberg (ca. 530 m) und dann hinaus ins Alpenvorland.
Nordöstlich entspringt bei Grub die Zaucha, die über die Url zur Ybbs fließt. Südwestlich liegt das Kleinramingtal, in dem der Ramingbach, ein Nebenbach der Enns, die Grenze zu Oberösterreich bildet. Im Norden entspringt bei Badhof schon die Erla, wie Ybbs und Enns ein Donau-Nebenfluss. Der Tripelpunkt dieser drei Einzugsgebiete (⊙) befindet sich an der westlichen Anhöhe der Wieserhöhe.

## Erschließung
Die Gehöfte auf der Wieserhöhe gehören zu Kürnberg (KG Kirnberg).
Der Berg bietet eine reizvolle Aussicht. Die Höhenstraße Behamberg – Kürnberg (L 6258) ist Teil der Tourismusroute Moststraße, die quer durch das Mostviertel führt.